# Austrothaumalea macfarlanei
Austrothaumalea macfarlanei är en tvåvingeart som beskrevs av Mclellan 1988. Austrothaumalea macfarlanei ingår i släktet Austrothaumalea och familjen mätarmyggor. Inga underarter finns listade.